# Пятница! International
Пятница! International (англ. FRIDAY International) — общероссийский международный развлекательный телеканал, является международной версией российского федерального телеканала Пятница!. Программная сетка вещания телеканала складывается с программ и телесериалов, производимых по заказу телеканала «Пятница!». Дистрибьютором телеканала выступает ООО «Международное развлекательное ТВ».

## История
- 5 мая 2017 года Роскомнадзор зарегистрировал СМИ под названием «FRIDAY International»
- 1 августа 2017 года со спутника «ABS 2» начал тестовое вещание телеканал «Пятница! International». В тот же день начал вещание в сети латвийского оператора «EDAN»[1].
- 21 августа 2017 года «Пятница! International» начал вещание в сети эстонского оператора «STV»[3].
- 17 октября 2017 года Роскомнадзор зарегистрировал СМИ под названием «FRIDAY International KZ»[6].
- 18 октября 2017 года «Пятница! International» перешел на широкоэкранный формат вещания (16:9)[7].
- 23 октября 2017 года «Пятница! International» начал вещать в полноценном режиме[4].
- 1 ноября 2017 года «Пятница! International» начал вещание в сети крупнейшего казахстанского оператора «Alma TV»[8][9].